# Gottfried Wiesener
Gottfried Wiesener (* 1640 in Landeshut; † nach 1686) war ein kursächsischer Leibarzt und Rat.

## Ausbildung
Gottfried Wiesener, gebürtig aus dem schlesischen Landeshut, immatrikulierte sich im Sommersemester 1663 an der Universität Leipzig und entrichtete dafür 16 gr. Bereits am 12. April 1665 leitete er als Präses eine Disputation und graduierte zum Magister, wobei das Thema der Disputation in den Bereich der Metaphysik und nicht der Medizin fiel. Daraus lässt sich schließen, dass Wiesener zuvor an einer anderen Universität studiert haben muss, da seine Studienzeit in Leipzig weniger als zwei Jahre betrug.
Am 24. Mai 1665, wie aus den Aufzeichnungen hervorgeht, disputierte Wiesener, der als Magister und medizinischer Bakkalar aus „Raceburg“ bezeichnet wurde, unter dem Physiologieprofessor Martin Friedrich Friese für sein Lizentiat.

## Beruf
Ein Konzept zur Bestallung Wieseners zum Leibarzt, datiert auf den 5. Juni 1670, zeigt die übliche Formulierung auf. In seiner Rolle als Leibarzt umfasste sein Patientenkreis das kurfürstliche Paar Johann Georg II. und Magdalena Sibylle sowie den Kurprinzen Johann Georg III. und dessen Frau Anna Sophie von Dänemark. Weitere Personen konnten nach Bedarf hinzugefügt werden. Neben einem Gehalt von 500 fl. erhielt Wiesener auch acht Schragen Buchenholz als Sachleistung, und während der Reisen standen ihm ähnliche Leistungen zu wie den Räten.
Am 25. Juli 1670 änderte sich Wieseners Zuständigkeitsbereich. Neben seiner Funktion als Leibarzt übernahm er die Aufsicht über den Chymicus Benedict sowie die geheimen Arzneien und deren Zubereitungsverfahren. Diese Verantwortlichkeiten waren zuvor, im Jahr 1656, auch dem Leibarzt Andreas Ganzland übertragen worden. Zusätzlich zu diesen Aufgaben kam die reihenweise Behandlung der Leibesbeschwerden des Herrscherhauses hinzu, eine Aufgabe, die gemeinsam mit anderen Ärzten wahrgenommen wurde.
Im Laufe des Jahres 1671 hatte Wiesener Schwierigkeiten, sein Gehalt zu erhalten. Eine Anweisung des Kurfürsten vom 21. Juli desselben Jahres forderte den Amtmann von Eilenburg auf, die rückständigen 34 fl. 3 gr. an Wiesener auszuzahlen, wobei bei Nichterfüllung gerichtliche Zwangsmaßnahmen angedroht wurden. Trotz dieser Anweisung dauerte es zwei Monate, bis der Amtmann diese Aufforderung weiterleitete. Auf die Androhung von Maßnahmen reagierte der Rat von Eilenburg erst Ende November, wobei er angab, bereits 100 fl. an den Leibarzt Abraham Birnbaum bezahlt zu haben, und den Rest in Form von Lebensmittellieferungen verrechnete.
Auch die Stadt Döbeln stand unter Druck, 201 fl. zu zahlen, und bot an, 50 fl. an Martini und den Rest in weiteren Raten zu zahlen. Wiesener wies den Kurfürsten darauf hin, dass sein finanzielles Überleben bedroht sei, wenn der Kurfürst den Ungehorsam der Städte ungestraft lasse. Wiesener schlug vor, zur Durchsetzung der Forderungen bestimmte Mühlen und Schäfereien zu pfänden, da er sich gut in den lokalen Besitzverhältnissen auskannte. Trotz aller Herausforderungen und wiederholten Zahlungsaufforderungen blieb die Situation angespannt, und Wiesener musste aktiv werden, um sein Gehalt zu sichern.
Am 30. November 1676 erhielt Gottfried Wiesener zusammen mit seinen Kollegen Theodor Bussius und Heinrich Boezo den Titel eines Rates, zudem wurde er Erb- und Lehnsherr auf Wickern. Er war bis zum 4. September 1686 aktiv in seiner Rolle als Arzt, wie aus einer Untersuchung hervorgeht, bei der er zusammen mit dem Kollegen Troppaneger zu einem verstorbenen Patienten befragt wurde. Das genaue Datum seines Todes ist nicht bekannt.

## Familie
Am 29. Januar 1669 heiratete Gottfried Wiesener Maria Elisabeth Simon, die Tochter des Pfarrers Johannes Simon aus Orthrandt und dessen Frau Maria Bernhard. Maria Elisabeth verstarb am 21. Juni 1684 in Dresden. Zu diesem Zeitpunkt war Wiesener noch als Leibarzt der Kurfürstenwitwe, Assessor der medizinischen Fakultät und als praktizierender Arzt in Dresden tätig. Das Paar hatte vermutlich einen Sohn, Gottfried Wiessner, der im Jahr 1700 als „Phil. & Med. Student“ in Leipzig dokumentiert wurde.